# Pierre-De Saurel
Ne doit pas être confondu avec Pierre de Saurel.
Pierre-De Saurel est une municipalité régionale de comté (MRC) du Québec (Canada) dans la région de la Montérégie. Son chef-lieu est Sorel-Tracy.
La MRC portait précédemment le nom de Bas-Richelieu. Elle changea son nom pour l'actuel le 1er janvier 2009.

## Géographie

### Entités territoriales
La MRC est constituée de douze municipalités locales.
| Nom                      | Statut                   | Population 2021 | Superficie (km2) | Densité (h/km2) | Ref. |
| ------------------------ | ------------------------ | --------------- | ---------------- | --------------- | ---- |
| Massueville              | Municipalité de village  | 547             | 1,3              | 420,77          |      |
| Saint-Aimé               | Municipalité             | 405             | 62,4             | 6,49            |      |
| Saint-David              | Municipalité             | 872             | 92,7             | 9,41            |      |
| Saint-Gérard-Majella     | Municipalité de paroisse | 240             | 38,2             | 6,28            |      |
| Saint-Joseph-de-Sorel    | Ville                    | 1 581           | 3,4              | 465             |      |
| Saint-Ours               | Ville                    | 1 723           | 61               | 28,25           |      |
| Saint-Robert             | Municipalité             | 1 813           | 64,6             | 28,07           |      |
| Saint-Roch-de-Richelieu  | Municipalité             | 2 573           | 36,7             | 70,11           |      |
| Sainte-Anne-de-Sorel     | Municipalité             | 2 731           | 59,1             | 46,21           |      |
| Sainte-Victoire-de-Sorel | Municipalité             | 2 457           | 76,3             | 32,2            |      |
| Sorel-Tracy              | Ville                    | 35 165          | 66,7             | 527,21          |      |
| Yamaska                  | Municipalité             | 1 736           | 76,6             | 22,66           |      |
| Total                    | Total                    | 51 843          | 639              | 81,13           |      |

## Démographie
| 2016   | 2021   |
| ------ | ------ |
| 51 077 | 51 843 |

## Éducation
- Commission scolaire de Sorel-Tracy

### Secondaires
- École Secondaire Bernard-Gariépy
- École Secondaire Fernand-Lefebvre
- École Secondaire Saint-Viateur
- Pavillon Tournesol

### Primaires
Sorel-Tracy
- École Au Petit Bois
- École Laplume
- École Maria-Goretti
- École Saint-Gabriel-Lalemant
- École Saint-Jean-Bosco

Massueville
- École Christ-Roi

Yamaska
- École intégrée d'Yamaska - Pavillon Notre-Dame
- École intégrée d'Yamaska - Pavillon Saint-Gabriel

Saint-Joseph-de-Sorel
- École Martel

Saint-David (Québec)
- École Monseigneur-Brunault

Saint-Robert (Québec)
- École Monseigneur-Prince

Saint-Ours
- École Pierre-de-Saint-Ours

Sainte-Anne-de-Sorel
- École Sainte-Anne-les-Îles

Sainte-Victoire
- École Sainte-Victoire

Saint-Roch-de-Richelieu
- École Saint-Roch

## Jumelage
- Choletais (France) depuis 2003